# Heupabductoren
Heupabductoren zijn spieren die het been in abductie kunnen brengen, dus naar buiten toe bewegen. In de mens zijn dit de musculus glutaeus minimus, de musculus glutaeus medius en de musculus piriformis (peervormige spier). Bij zwakte van de heupabductoren is de test van Trendelenburg positief.